# Articulação dos Povos Indígenas da Região Sul
A Articulação dos Povos Indígenas da Região Sul (Arpin-Sul) é uma associação que tem como objetivo articular os povos indígenas Kaingang, Guarani, Xocleng e Xetá, a fim de fortalecer a autonomia desses povos nos estados da Região Sul do Brasil (Paraná, Santa Catarina e Rio Grande do Sul), formular parcerias de cooperação financeira, política e jurídica e lutar pelo respeito aos direitos dos povos indígenas. Com a Petrobrás, participou do Prêmio Culturas Indígenas, voltado ao fortalecimento cultural das culturas indígenas de todo o Brasil.
É uma formação de indígenas que vivem na Região Sul do Brasil com a temática de direitos étnicos e coletivos, para que possam qualificar sua atuação contra a violência policial e institucional, visando a que as populações das etnias Xetá, Guarani, Xocleng e Kaingang adotem medidas simples para garantir seus direitos em situações de risco ou após sofrer violência.
Também foi previsto um diagnóstico dos 153 processos penais abertos ou concluídos contra a população carcerária indígena da região Sul, identificando violações de direitos dos povos indígenas para encaminhar denúncia aos órgãos competentes e pedir providências no sentido de reparar a violação.
A articulação visou atingir direta e indiretamente cerca de 40 mil indígenas, em aproximadamente 26 comunidades no Rio Grande do Sul, 17 em Santa Catarina e 34 no Paraná.